# Техника даха
Техника даха (енгл. breath; фр. souffle), техника дувања или техника дисања је основа свирања на дувачким инструментима и певања и зато свако ко се бави овим музичким дисциплинама мора добро да овлада овом техником. 
За поменуте две врсте музичара веома је важно да науче како да штеде потрошњу ваздуха при извођењу неке фразе или композиције, као и дуг дах.
Техника даха се прво вежба без инструмента, тј. певања.

## Три фазе технике даха
Техника даха има три фазе:
1. Удисај. Ваздух се при свирању на дувачким инструментима[4] удише на уста, не на нос. Треба брзо, нечујно и лако да се удахне већа количину ваздуха, при чему се пази да се не подижу груди и рамена. Треба да се осети да је удахнути ваздух аутоматски „пао“ у доње делове плућа. Дијафрагма (велики мишић који дели грудну од трбушне дупље) извија се надоле и належе на органе трбушне дупље. Стомак се избочи напред, а доња ребра се рашире у све стране (види слику десно). Тада се добија осећај истовременог пуњења стомака надоле, напред, назад и са стране.
2. Задржавање. Унесени ваздух се кратко време задржи. У овој фази задржавања даха, свирач, певач је у стању „запете пушке“. На овај начин створен је чврст ослонац квалитетном ваздушном стубу.
3. Издисај следи после кратког задржавања даха. Скупљањем трбушних мишића и враћањем ребара у првобитни положај, дијафрагма се избочи нагоре, према грудној дупљи (види слику десно), и ваздух се истискује.

При издисају треба да постоји осећај постепеног истискивања ваздуха „из стомака“, као кроз неку цевчицу, са свих страна равномерно, напоље (види слику бр. 3 десно).